# カラオケ ビッグエコー
カラオケ ビッグエコーは、東京都品川区に位置する株式会社第一興商により運営されているカラオケボックスチェーンである。
2023年5月現在、北海道から沖縄までの全国41都道府県に450店舗以上が設置され、その大部分が駅前や繁華街等の都市部・都心部に存在している。全店舗・全室通して自社製品である通信カラオケ「DAM」のみが使用されている。また、店内ではフードやドリンクメニューの提供が行われており、ビール、ウイスキー、サワー等を含むアルコールの飲み放題プランやソフトドリンクの飲み放題プランが選択可能である。

## 概略
カラオケ機器として、各店舗・各部屋に通信カラオケ「DAM」が設置されている。ハーモニーピンクマイク、ハーモニーホワイトマイクも全室で利用できる。
飲食メニューにも配慮がされており、季節に応じた限定メニューや協力企業とのコラボレーションメニューが定期的に提供される。2名からのパーティーコースの提供も行われており、室料3時間＋コース料理が組み合わさった形で、カラオケと食事を同時に楽しむことが可能となっている。
2019年からは、カラオケルームをリモートワークのスペースとして利用できる「テレワークプラン」も導入されている。各店舗では20名以上が利用可能なパーティールームや特定のテーマに基づいたコンセプトルームも設けられている。具体的には、「プリンセスルーム」、「デュアルプロジェクタールーム」、「キッズルーム」、「ラグジュアリールーム」などが提供されている。
料金は店舗により異なるが、学生向けの割引制度が全店舗で適用されているため、学生は一般的な料金より低価格でカラオケを利用することができる。

## 料金とサービス
料金体系
料金は30分単位で設定されており、各店舗によって変動する。各店舗はフリータイムプランや3時間パックなど、多種多様な料金プランを提供している。
サービス
全店舗でフリーWi-Fiが利用可能であり、利用登録や時間制限はない。決済方法としては、各種バーコード決済、電子マネー、クレジットカードが選択できる。また、ジェフグルメカードも利用可能である。スマホの動画をカラオケルームの大画面で鑑賞するためのスマホ接続キット、ブルーレイ・DVDプレイヤー、スマホ充電ケーブル、電源タップの貸出しサービスも無償で提供されている。
料金割引
ビッグエコーアプリ（無料）に登録すれば、会員料金で利用可能になる。利用金額100円につき1ポイントが付与され、100ポイント＝100円として会計時に使用することができる。ポイントはビッグエコーだけでなく、第一興商が運営する飲食店でも利用可能で、dポイントへの交換も可能である（100ポイント＝dポイント60ポイント）。
学生割引は全店舗で提供されており、受付時に学生証を提示すれば適用される。会員になると、さらに割引された学生会員料金で利用できる。
EPOS CARDやJAFとの提携優待サービスも実施しており、カードや会員証を提示することで最大30%OFFの料金で利用可能となる。
2019年9月からは障害者手帳持ちに対する優待割引も開始された。身体障害者手帳、精神保健福祉手帳、療育手帳（愛の手帳）、またはスマートフォン向け障害者手帳アプリ「ミライロID」を提示すれば適用され、本人及び同一グループ全員の総額料金が3割引となる（会員料金・シニア料金・学生割引との併用可能）。

## 沿革
1988年：福岡県福岡市にて初の店舗「二又瀬店」を開設。
1990年：ビルにテナントとして入居する形態である「ビルインタイプ」の最初の店舗、「三軒茶屋店」を東京都世田谷区に開設。
1991年：香港・九龍に海外進出第一号店をオープン。
1993年：郊外型大型店舗の第1号として、茨城県つくば市に「インモナコ店」を開設。
1997年：全てがビッグエコー専用の「ビル一棟型店舗」第1号として、「銀座数寄屋橋店」を東京都中央区に開設。
2001年：上海とタイに各地域初の店舗をオープン。
2005年：飲食店との複合店「浜松町駅前店」を東京都港区にて開設。
2012年：初の人気アーティストとのコラボルームを導入。
2015年：ビッグエコー公式アプリをリリース。
2018年：ビッグエコーが30周年を迎え、期間限定のコラボルームやコンセプトルームが多数設けられた旗艦店「渋谷センター街本店」を東京都渋谷区に開設。
2019年：全店舗にてテレワークプランを導入。「大人の上質な歌い場」をコンセプトにした新業態「VIGO銀座コリドー街店」を東京都中央区に開設。
2021年：自宅でビッグエコーの人気メニューが楽しめる「ビッグエコーデリバリー」「ビッグエコーテイクアウト」をスタート。
2022年：ビッグエコー公式アプリをリニューアル。
2023年：ビッグエコーが創立35周年を迎える。